# Xarxa de ferrocarril sarda

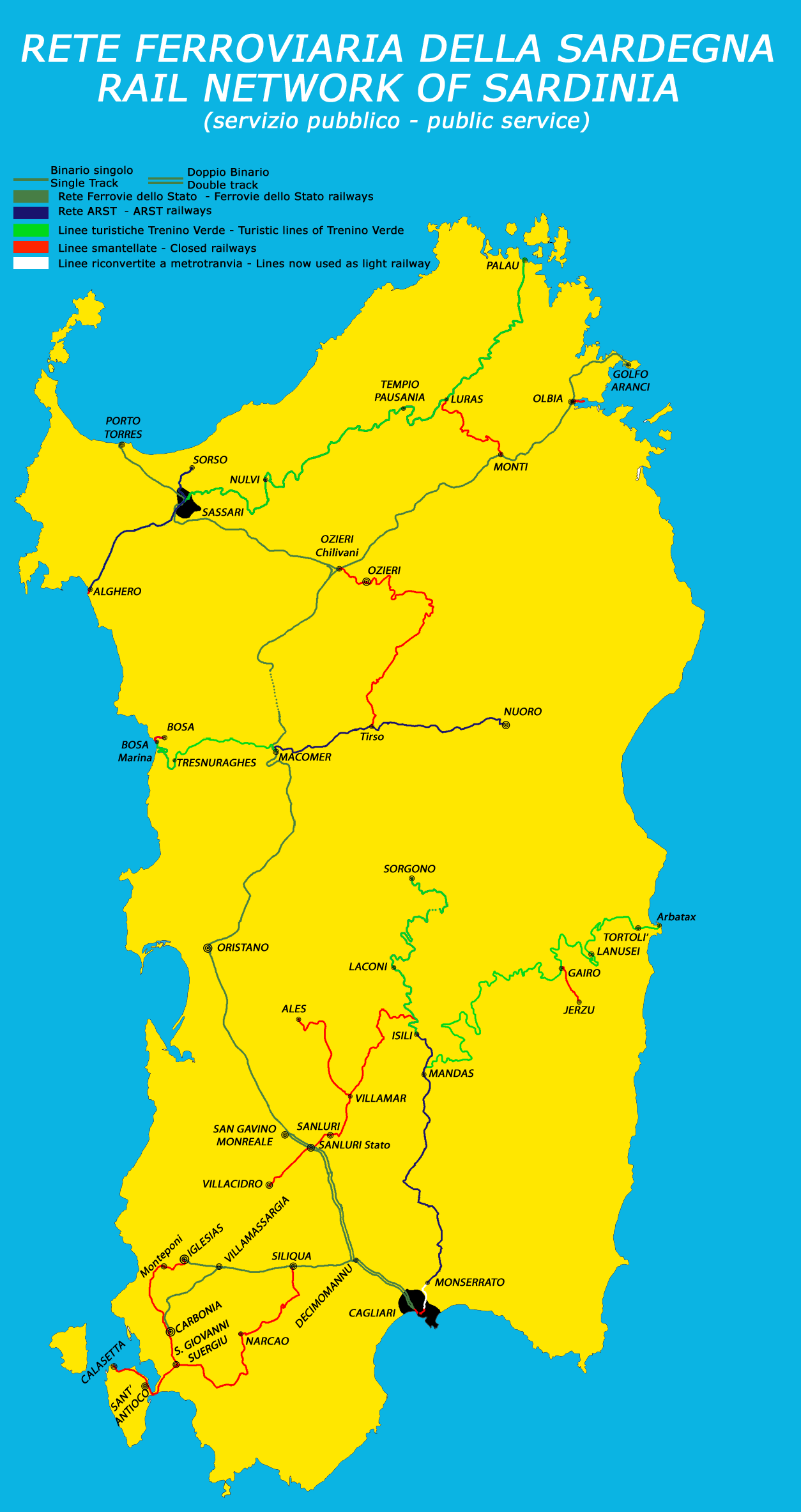
Mapa de la xarxa ferroviària sarda.

La xarxa ferroviària de Sardenya és el conjunt de línies ferroviàries de l'illa de Sardenya. L'any 2013 comprenia línies amb un desenvolupament total prop de 1.038 km de longitud, 430 km dels quals són d'ample internacional i 608 km de via estreta de 950 mm, amb una densitat mitjana de 43 m de ferrocarril per cada km², xifra que descendeix a 26 m/km² considerant només les línies de transport públic.
El transport ferroviari insular és gestionat per dues societats. La primera, el grup Ferrovie dello Stato, gestiona a través de la RFI i Trenitalia les 4 línies ferroviàries d'ample internacional que constitueixen la xarxa principal de l'illa. Els 5 trams restants actius per al transport públic, tots de via estreta, constitueixen la xarxa secundària, amb una longitud de 204 km i completament gestionada per l'ARST S.A., empresa de transports participada totalment per la Regió Autònoma de Sardenya. Aquesta societat controla igualment 404 km de línies turístiques, sempre de via estreta, actives principalment a l'estiu i a petició dels turistes, mitjançant trens xàrter.
La xarxa ferroviària sarda està present en les 8 províncies, encara que no falten grans extensions privades de línies fèrries. Són diverses les línies ferroviàries tancades al llarg de la segona meitat del segle xx, totes elles de via estreta, totalment desmantellades en l'actualitat.